# Elwood Towner
Elwood Towner   (reserva Siletz, 3 de juny de 1897 - 6 d'octubre de 1954) va adoptar el títol de "Chief Red Cloud, va ser un advocat nord-americà, defensor de la tribu i orador antisemita. Nadiu americà de raça mixta Hupa, també va estar actiu a la Federació Americana d'Índies i va obtenir suport per a l'organització a través d'organitzacions feixistes com el German American Bund i la Silver Legion of America.

## Biografia
Towner va néixer a la reserva de Siletz el 3 juny 1897 i va assistir a la Chemawa Indian School de Salem de petit. Va servir al  EUA] Marine Corps durant la Primera Guerra Mundial, es va graduar de la Willamette University College of Law el 1926. Va defensar els clients natius, demanant el tancament de l'escola Chemawa el 1933 com a part de la "emancipació" dels indis, i es va oposar als projectes de presa del govern federal al riu Columbia.